# Jesus Vargas
Jesus Miranda Vargas (* 22. März 1905 in Manila; † 25. März 1994 ebenda) war ein philippinischer Heeresoffizier und Politiker. Der Generalleutnant war von 1953 bis 1956 Kommandierender General der Streitkräfte der Philippinen, von 1957 bis 1959 Verteidigungsminister und von 1965 bis 1972 Generalsekretär der SEATO.

## Biografie
Nach dem Schulbesuch trat Vargas in den Dienst der Philippine Constabulary und schloss 1929 die Philippine Constabulary Academy mit einem Bachelor of Science (B.Sc.) ab. 1940 war er Absolvent der US Army Field Artillery School in Fort Sill und nahm anschließend am Zweiten Weltkrieg teil und wurde zuletzt 1943 Aide-de-camp und Kommandierender Offizier des Bataillons der Garde von Präsident Manuel Quezon.
Nach dem Ende des Kriegs war Vargas 1947 Absolvent des Command and General Staff College in Fort Leavenworth und nach seiner Rückkehr zwischen 1947 und 1948 Verwaltungsoffizier bei den Bodentruppen. Nach einer anschließenden Verwendung als Superintendent des Reserve Officer Training Corps in Manila war er zwischen 1949 und 1950 Kommandeur des Einsatzverbandes des 5. Bataillons während der Gefechte mit der Hukbalahap.
Danach war er zunächst Stellvertretender Chef des Stabes der Streitkräfte, ehe er zum Generalleutnant aufstieg und zuletzt vom 30. Dezember 1953 bis zum 29. Dezember 1956 Kommandierender General der Streitkräfte der Philippinen (Sandatahang Lakas ng Pilipinas) war. Als solcher war er zeitgleich zwischen 1954 und 1956 Militärberater der SEATO.
Im Anschluss war er zwischen dem 28. August 1957 und dem 18. Mai 1959 Verteidigungsminister (Secretary of National Defense) in der Regierung von Präsident Carlos P. Garcia. Zugleich war er Vorsitzender des Aufsichtsrates der Nationalen Behörde für Wasserwerke und Entwässerung.
Danach wechselte er in die Privatwirtschaft und war unter anderem von 1961 bis 1965 Präsident der Philippine American Management & Financing Company sowie von 1962 bis 1965 Vorsitzender des Kuratoriums der Ramon Magsaysay Award Foundation.
Zuletzt war er vom 1. Juli 1965 bis 5. September 1972 Generalsekretär der SEATO.
Jesus Vargas wurde mehrfach ausgezeichnet und erhielt unter anderem den Order of Military Merit (Taiguk) der Republik Korea sowie den Weißen Elefantenorden von Thailand. 1962 wurde er Cavalier der Ehemaligenvereinigung der Philippine Military Academy.